# Apantesis
Genre
Apantesis est un genre de lépidoptères (papillons) de la famille des Erebidae et de la sous-famille des Arctiinae.

## Systématique
Le genre Apantesis a été décrit en 1855 par l'entomologiste britannique Francis Walker. Son espèce type est Apantesis radians Walker, 1855, un synonyme d'Apantesis vittata (Fabricius, 1787).
En 2016, à la suite d'une étude de phylogénétique moléculaire, plusieurs autres genres d'Arctiina ont été mis en synonymie avec Apantesis. Ses synonymes sont maintenant :
- Grammia Rambur, 1866
- Orodemnias Wallengren, 1885
- Mimarctia Neumoegen & Dyar, 1894
- Notarctia Smith, 1938
- Holarctia Smith, 1938

## Liste des espèces
- genre Apantesis s.str.[1] :
  - Apantesis bicolor Hampson, 1904
  - Apantesis carlotta Ferguson, 1985
  - Apantesis nais (Drury, 1773)
  - Apantesis phalerata (Harris, 1841)
  - Apantesis vittata (Fabricius, 1787)
- ex-genre Grammia Rambur, 1866 :
  - Apantesis cervinoides (Strecker, 1876)
  - Apantesis virguncula (Kirby, 1837)
  - Apantesis speciosa (Möschler, 1864)
  - Apantesis anna (Grote, 1864)
  - Apantesis ornata (Packard, 1864)
  - Apantesis hewletti Barnes & McDunnough, 1918
  - Apantesis complicata (Walker, 1865)
  - Apantesis edwardsii (Stretch, 1872)
  - Apantesis eureka (Ferguson & Schmidt, 2007)
  - Apantesis allectans (Ferguson, 1985)
  - Apantesis ursina (Schmidt, 2009)
  - Apantesis nevadensis (Grote & Robinson, 1866)
  - Apantesis yukona (Schmidt, 2009)
  - Apantesis behrii (Stretch, 1872)
  - Apantesis brillians (Schmidt, 2009)
  - Apantesis fergusoni (Schmidt, 2009)
  - Apantesis incorrupta (H. Edwards, 1881)
  - Apantesis bolanderi (Stretch, 1872)
  - Apantesis elongata (Stretch, 1885)
  - Apantesis yavapai (Schmidt, 2009)
  - Apantesis bowmani (Ferguson & Schmidt, 2007)
  - Apantesis blakei Grote, 1864
  - Apantesis williamsii (Dodge, 1871)
  - Apantesis franconia (H. Edwards, 1888)
  - Apantesis figurata (Drury, 1773)
  - Apantesis f-pallida (Strecker, 1878)
  - Apantesis placentia (Smith, 1797)
  - Apantesis favorita (Neumoegen, 1890)
  - Apantesis phyllira (Drury, 1773)
  - Apantesis parthenice (Kirby, 1837)
  - Apantesis virgo (Linnaeus, 1758)
  - Apantesis kodara (Dubatolov & Schmidt, 2005)
  - Apantesis quenseli (Paykull, 1793)
  - Apantesis margo (Schmidt, 2009)
  - Apantesis philipiana (Ferguson, 1985)
  - Apantesis arge (Drury, 1773)
  - Apantesis doris (Boisduval, 1869)
  - Apantesis flava (Draudt, 1931)
- ex-genre Notarctia Smith, 1938 :
  - Apantesis proxima (Guérin-Méneville, 1844)
  - Apantesis arizoniensis (Stretch, 1874)
- ex-genre Holarctia Smith, 1938 :
  - Apantesis obliterata (Stretch, 1885)